# Rozhledna na Žernově
Rozhledna na Žernově se nachází u fotbalového hřiště v západní části obce Žernov v nadmořské výšce 375 metrů. Okresní město Náchod je od ní vzdáleno asi 10 km východním směrem.

## Základní informace
Rozhledna je z větší části ze dřeva. Jen točité schodiště a další menší prvky jsou ocelové. Čtyři hlavní dřevěné nosné sloupy jsou umístěny na železobetonové základové desce. Rozhledna má celkem pět pater a každé z nich slouží jako vyhlídkové místo. Nejvyšší, páté patro se nachází v 18 metrech nad povrchem země. Za příznivého počasí je možné dohlédnout na Krkonoše, Orlické hory, Polabí, Jestřebí hory, Červenokostelecko, Stolové hory, Babiččino údolí, Jaroměřsko, na vodní nádrž Rozkoš a blízké okolí.

## Historie
O stavbě rozhledny na Žernově se začalo uvažovat již v roce 2008, byly podány dvě neúspěšné žádosti o dotaci z EU. Nakonec vznikla spolupráce obce Žernov, obecně prospěšné společnosti Branky a Euroregionu Glacensis. Díky tomu mohl být tento záměr zahrnut do připravovaného přeshraničního projektu „Místa plná rozhledu Euroregionu Glacensis“ (projekt zahrnoval výstavbu či opravy 8 rozhleden – 5 na českém území a 3 v Polsku; celkové náklady činily přes 43 mil. Kč). Po patřičném schválení (a přislíbení peněz) začala v květnu 2014 samotná stavba rozhledny podle architektonického návrhu Ing. Antonína Olšiny z Vysokého Mýta a dokončena byla v listopadu 2014. Zajišťovala ji firma Tesmen, s. r. o. z Olešnice u Červeného Kostelce. Při výstavbě se použilo 8 tun oceli a 30 metrů krychlových dřeva. Celkové náklady na zbudování činily 2,6 mil. Kč, z toho 250 tis. Kč zaplatila obec Žernov.
Slavnostní zahájení, které zahrnovalo kulturní program i posvěcení rozhledny knězem, se uskutečnilo dne 30. listopadu 2014.

## Přístup
Rozhledna se nachází při silnici Červený Kostelec – Žernov – Česká Skalice. Nejsnazší přístup je od Červeného Kostelce. Před Žernovem se odbočí doprava směrem na Rýzmburk, po několika set metrech se zahne doleva a po silnici vedoucí přes pole se přijede k fotbalovému hřišti, kde lze zaparkovat a navštívit tuto rozhlednu.

## Galerie

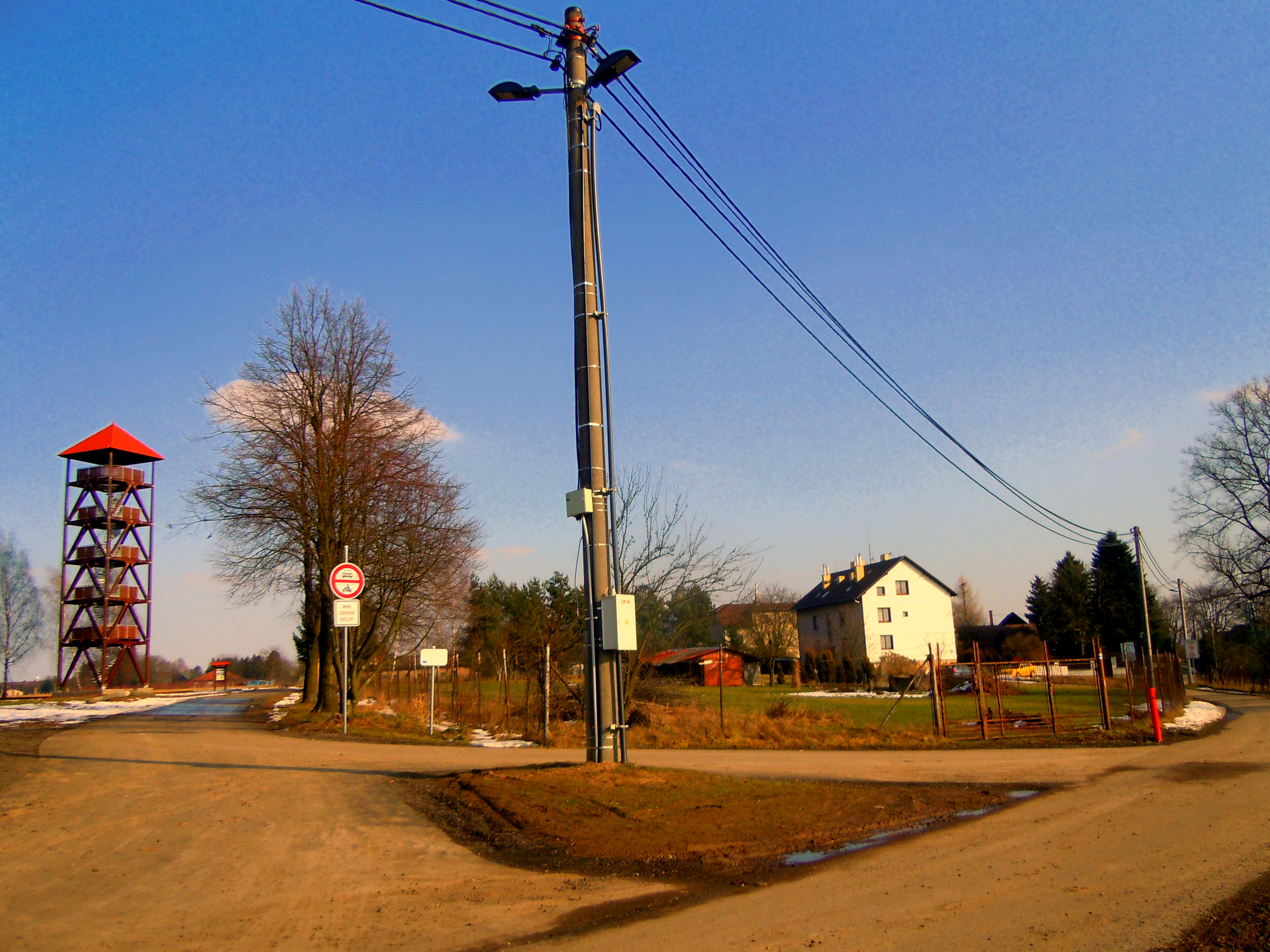
Pohled na rozhlednu od hřiště
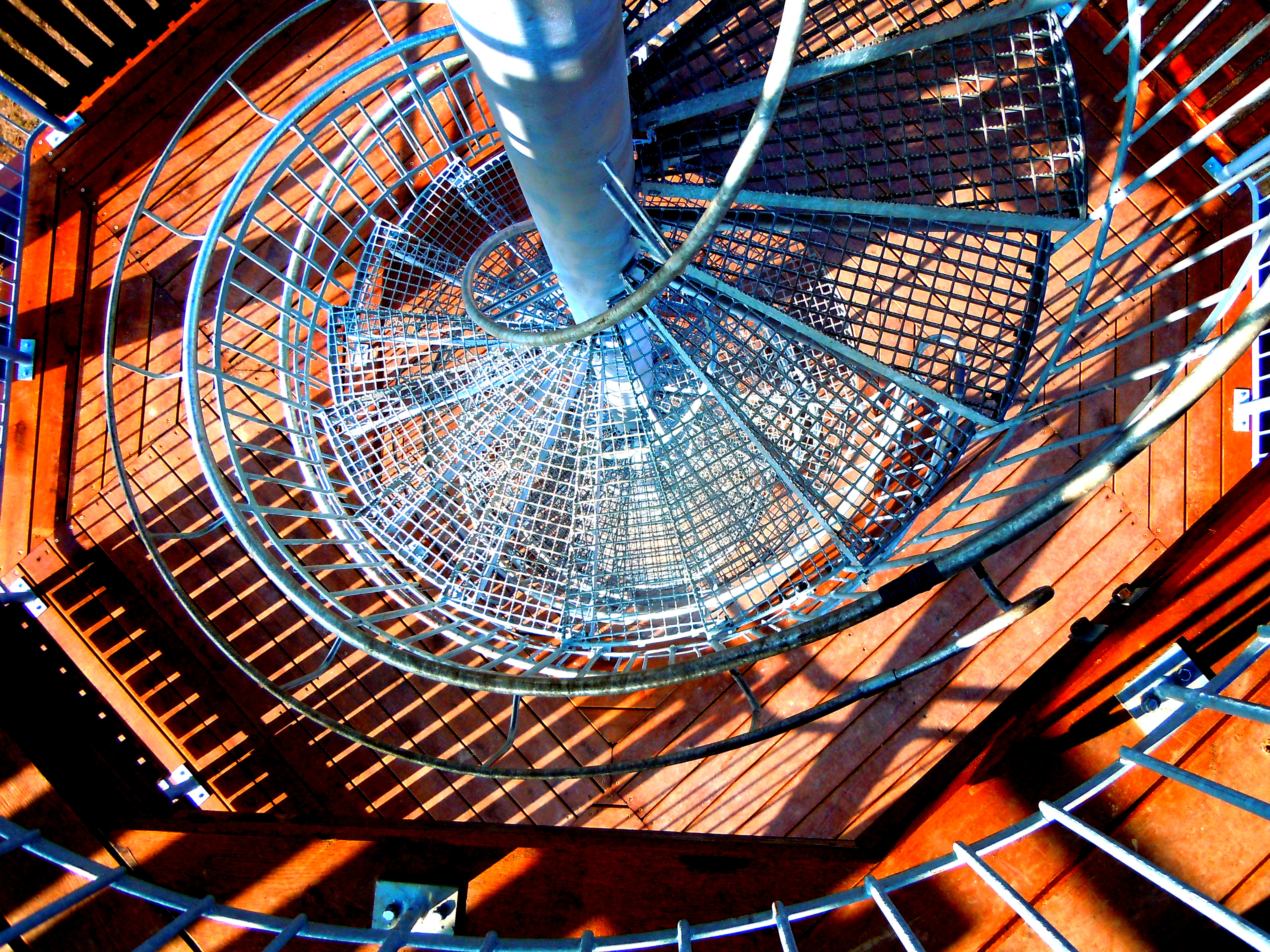
Točité schodiště
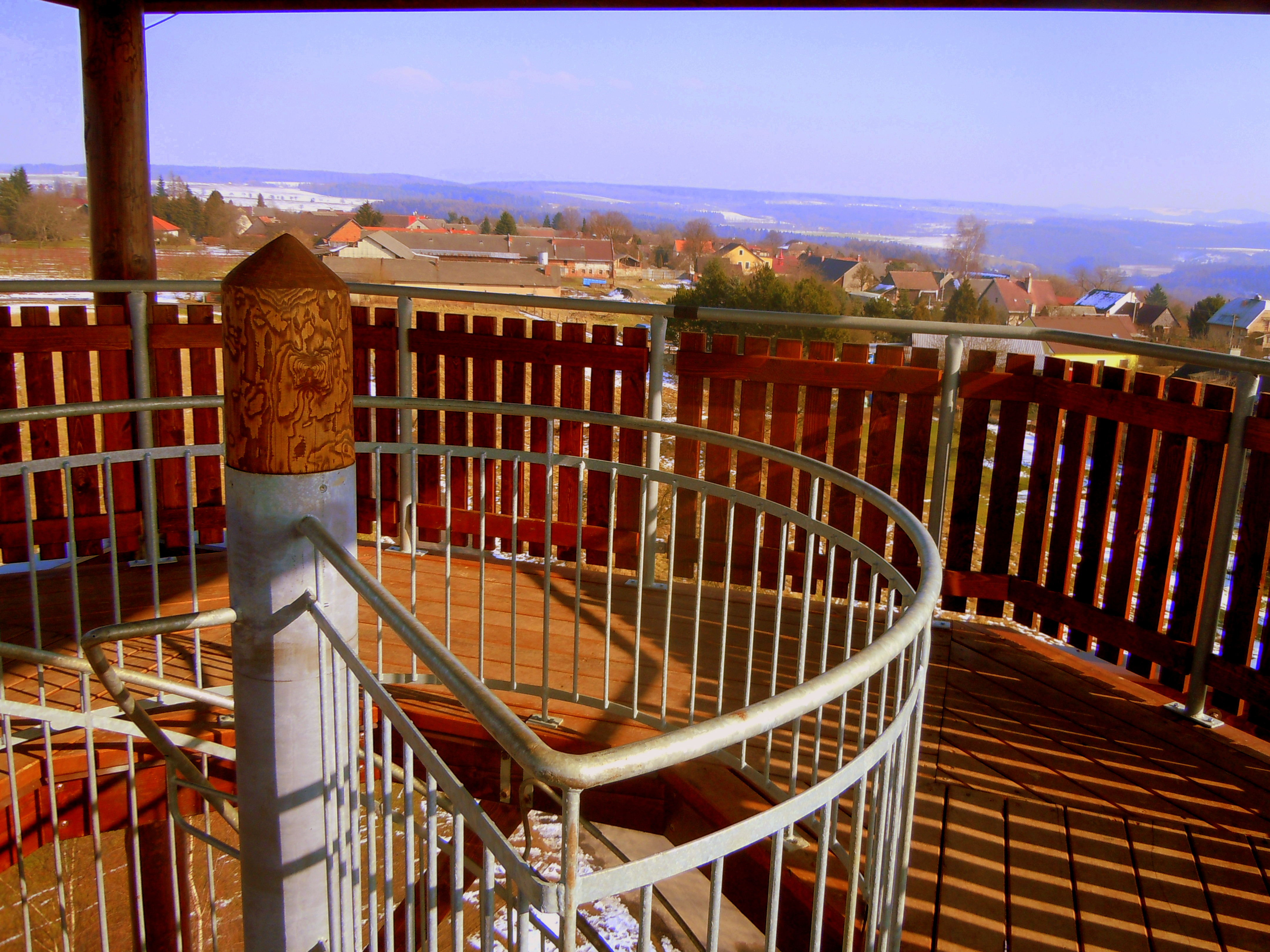
Páté patro rozhledny
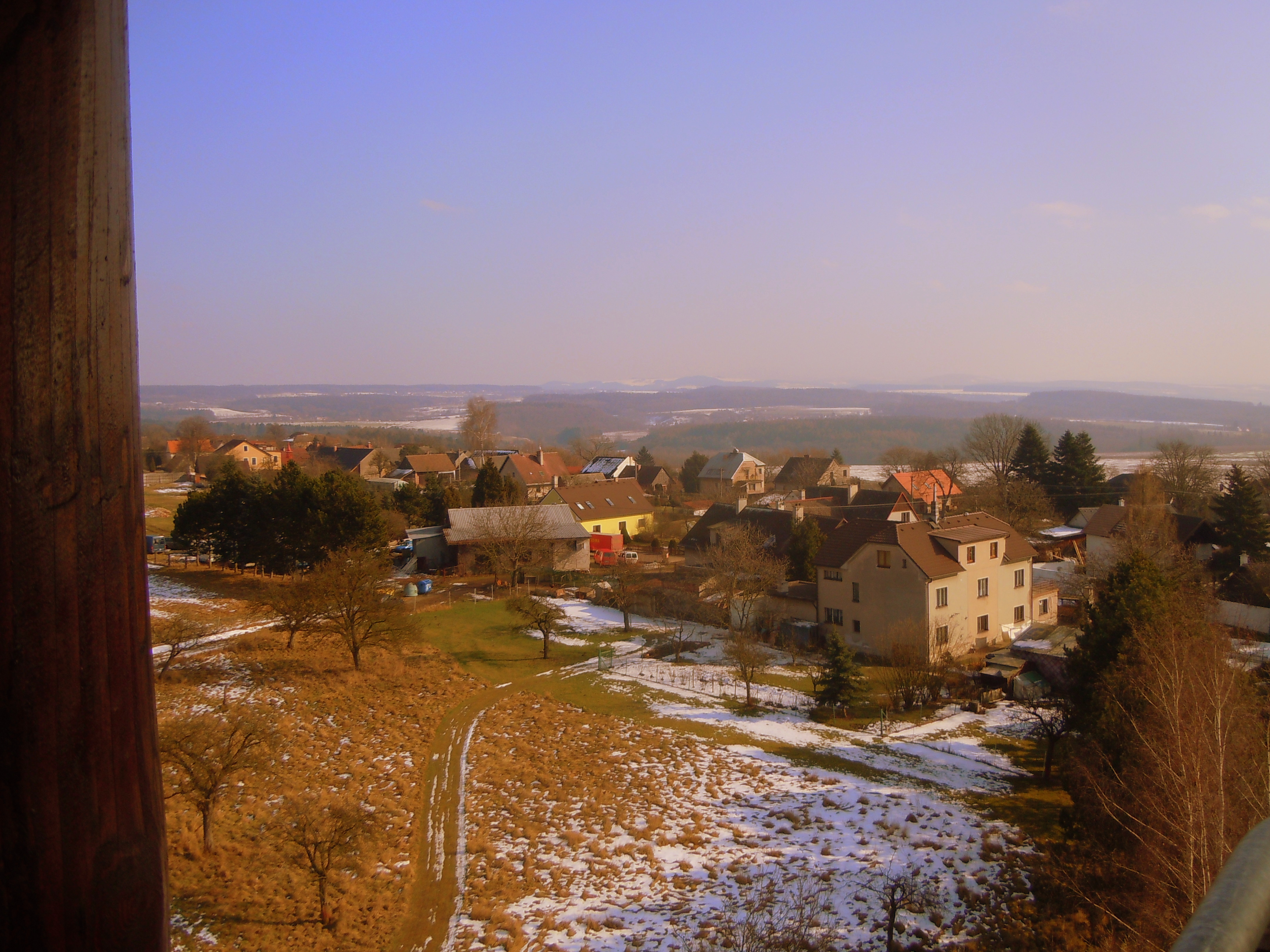
Výhled na obec Žernov (z pátého patra)
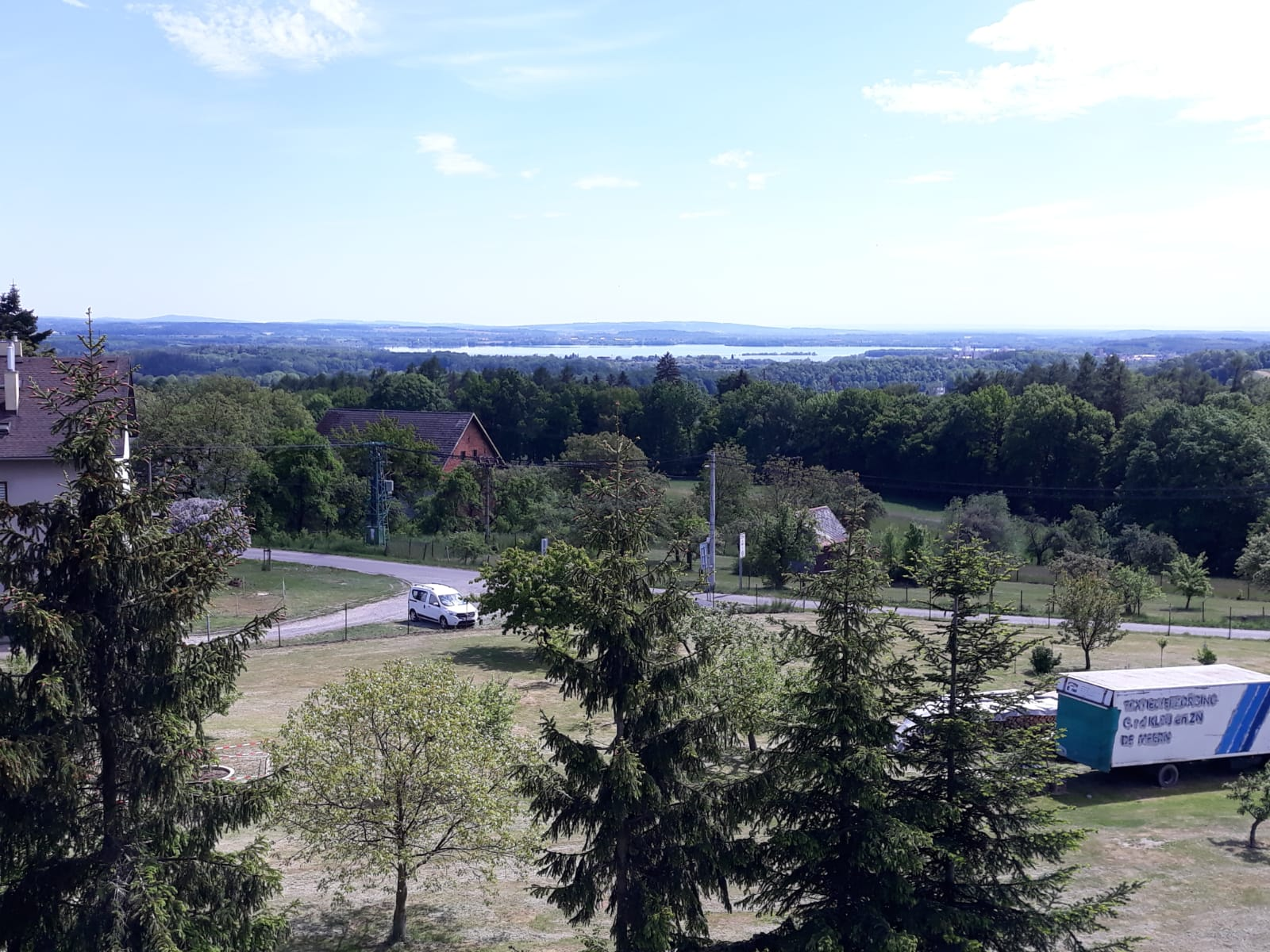
Výhled jižním směrem na vodní nádrž Rozkoš